# Obrium aegrotum
Obrium aegrotum là một loài bọ cánh cứng trong họ Cerambycidae.